# Mystery
Mystery of mysteryverhaal is een parapluterm voor een soort fictie met een aantal subgenres zoals het detectiveverhaal, het politieverhaal, het spionageverhaal en het romantische suspenseverhaal dat is afgeleid uit de gothic novel. Deze types van fictie hebben vaak te maken met criminaliteit -veelal moorden- en de spanning ontstaat in de loop van het oplossen van die misdaden. 
Vaak wordt de term mystery als synoniem gebruikt voor een fictief detectiveverhaal. Dit kan dan een roman zijn of een film waarin een al dan niet professionele detective of privédetective een misdaad onderzoekt en oplost. Soms wordt er ook mee naar een verhaal verwezen waarin onverklaarbare dingen gebeuren of waarin het bovennatuurlijke een rol speelt. 
Hoewel mysteries een afzonderlijk genre vormen, worden ze vaak gecombineerd met elementen van andere genres, meestal horror. In dat geval wordt het  een horror-mystery genoemd. Een horrorfilm met geesten of vreemde verdwijningen behoort daar bijvoorbeeld toe. Verder hangt het genre mystery vaak samen met thrillers en drama-films.
Mysteryverhalen roepen vaak aan het einde nog een aantal vragen op. Bij het zogenaamde 'open einde' is de zaak ofwel onopgelost of moet de kijker of lezer voor zichzelf uitmaken hoe het nu precies in elkaar zat. Een van de bekendste auteurs van mysteryboeken waarvan er een groot aantal verfilmd zijn, is Stephen King. 

## Enkele mysteryfilms
- The Fog
- The Ring
- The Shining
- The Stand
- The Exorcist
- Carrie
- The X-Files
- The Blair Witch Project